# Crèvecœur-sur-l'Escaut
Crèvecoeur-sur-l'Escaut är en kommun i departementet Nord i regionen Hauts-de-France i norra Frankrike. Kommunen ligger i kantonen Marcoing som tillhör arrondissementet Cambrai. År 2022 hade Crèvecoeur-sur-l'Escaut 717 invånare.

## Befolkningsutveckling
Antalet invånare i kommunen Crèvecoeur-sur-l'Escaut
| Referens: INSEE |